# Grand Prix moto de Belgique 1990
Le Grand Prix moto de Belgique 1990 est la neuvième manche du championnat du monde de vitesse moto 1990. La compétition s'est déroulée du 5 au 7 juin 1990 sur le circuit Spa-Francorchamps à Francorchamps. C'est la 40e édition du Grand Prix moto de Belgique.

## Résultats
| Pos | Pilote               | Équipe                | Constructeur | Temps     | Points |
| --- | -------------------- | --------------------- | ------------ | --------- | ------ |
| 1   | Wayne Rainey         | Marlboro Team Roberts | Yamaha       | 50:29.205 | 20     |
| 2   | Jean Philippe Ruggia | Sonauto Gauloises     | Yamaha       | +4.522    | 17     |
| 3   | Eddie Lawson         | Marlboro Team Roberts | Yamaha       | +20.566   | 15     |
| 4   | Christian Sarron     | Sonauto Gauloises     | Yamaha       | +45.258   | 13     |
| 5   | Alex Barros          | Cagiva Corse          | Cagiva       | +51.060   | 11     |
| 6   | Michael Doohan       | Rothmans Honda Team   | Honda        | +1:18.021 | 10     |
| 7   | Kevin Schwantz       | Lucky Strike Suzuki   | Suzuki       | +1:20.961 | 9      |
| 8   | Ron Haslam           | Cagiva Corse          | Cagiva       | +1:23.596 | 8      |
| 9   | Juan Garriga         | Ducados Yamaha        | Yamaha       | +1:24.073 | 7      |
| 10  | Wayne Gardner        | Rothmans Honda Team   | Honda        | +1:50.520 | 6      |
| 11  | Norihiko Fujiwara    | Yamaha Motor Company  | Yamaha       | +2:01.935 | 5      |
| 12  | Niall Mackenzie      | Lucky Strike Suzuki   | Suzuki       | +2:20.060 | 4      |
| 13  | Eddie Laycock        | Millar Racing         | Honda        | +1 Lap    | 3      |
| 14  | Karl Truchsess       | Shell                 | Honda        | +1 Lap    | 2      |
| 15  | Cees Doorakkers      | HRK Motors            | Honda        | +1 Lap    | 1      |
| DNF | Marco Papa           | Team ROC Elf La Cinq  | Honda        | Abandon   |        |
| DNQ | Nicholas Schmassman  | Team Schmassman       | Yamaha       | DNQ       |        |
| DNF | Vittorio Scatola     | Team Elit             | Paton        | Abandon   |        |
| DNF | Randy Mamola         | Cagiva Corse          | Cagiva       | Abandon   |        |
| DNS | Pierfrancesco Chili  | Team ROC Elf La Cinq  | Honda        | DNS       |        |